# Maxim Hovanschi
Maxim Hovanschi (28 settembre 1990) è un calciatore moldavo, centrocampista dell'Olimpia Bălți.

## Carriera

### Club
Ha giocato nella prima divisione moldava, totalizzando oltre 130 presenze.

### Nazionale
Con la nazionale Under-21 ha giocato 3 partite di qualificazione agli Europei di categoria.